# 川崎重工-日本車輛C751B型電力動車組
川崎重工-日本車輛C751B型電力動車組（英語：Kawasaki Heavy Industries & Nippon Sharyo C751B）是於新加坡地鐵（MRT）系統中南北、東西二線自2000年代初起營運的第三代電聯車，由川崎重工業及日本車輛製造（KNS）依據751B合約而生產。鐵路公司以2億3100萬新加坡元的價格，購入21列6節編組的列車，而該批列車亦為首款配備VVVF絕緣柵雙極晶體管牽引控制系統的列車。川崎重工業生產其中的66個車廂，而日本車輛製造則生產餘下的60個車廂，二者生產的車廂之間沒有任何可比較的差異之處，乃根據已同意的規格製造。這些列車是用於这两条地铁路線上的第三代列車。

## 外部設計
列車車頭採用一種更傾斜、更流線型的外觀，並採用橙色發光二極管（LED）顯示屏以展示車序編號。C751B型列車是首款擁有新版SMRT塗裝（於2000～2014年間採用）的列車。
該批列車裝有Mobitec MobiLED電子目的地顯示屏，以顯示列車的車序編號。C751B亦為首款配置防爬架的新加坡地鐵車型，在可能導致災難性故障的碰撞事故發生時，這可有助防止列車駕駛室遭翻倒。該批列車亦配置橡膠護欄（rubber guards），以防止乘客誤墮車廂之間的縫隙：有關亦有於C151A上採用。然而，隨著架空車站安裝全高式安全門，這些橡膠護欄現已毫無用武之地。由川崎重工業及中車青島四方生產的C151A、C151B及C151C型列車亦是以川崎重工-日本車輛C751B型電力動車組為藍本而生產的。

## 內部設計
2001年7月～2009年9月期間，除347/348編組外（該編組採用VPIS〔視覺乘客資訊系統〕），每個車廂均加裝6個液晶显示器。這些顯示屏用以展示鐵路乘客資訊（rail travel information）、商業廣告及電影預告片。C751B亦為首款設有輪椅停放區的列車，以配合局方於2000年起為地鐵站加裝升降機。列車的內部設計亦獲改進；該批列車的座位寬48（19英寸），較舊有列車寬約5（2.0英寸）。
2007年7月起，上述之液晶顯示屏已停用；2008年1月起，隨著鐵路公司更換語音廣播系統，LED顯示屏亦告停用。到2010年，所有VPIS都被拆掉，以為STARIS而開路。2013年，鐵路公司於設有手握的座位上加設支撐杆，而帶手握的中間扶手（middle handrails）亦改以幾乎橫跨整節車廂的方式連接，一開為三的直立扶手柱亦因而被一般的單一扶手柱所取代。

該批列車不同車廂的座位顏色亦與過往投入服務的列車有所不同——M1為藍綠色、M2為鈷藍色，而DT則為栗色。所有車門及牆壁均塗上白色，亦為所有SMRT列車的標準外觀。

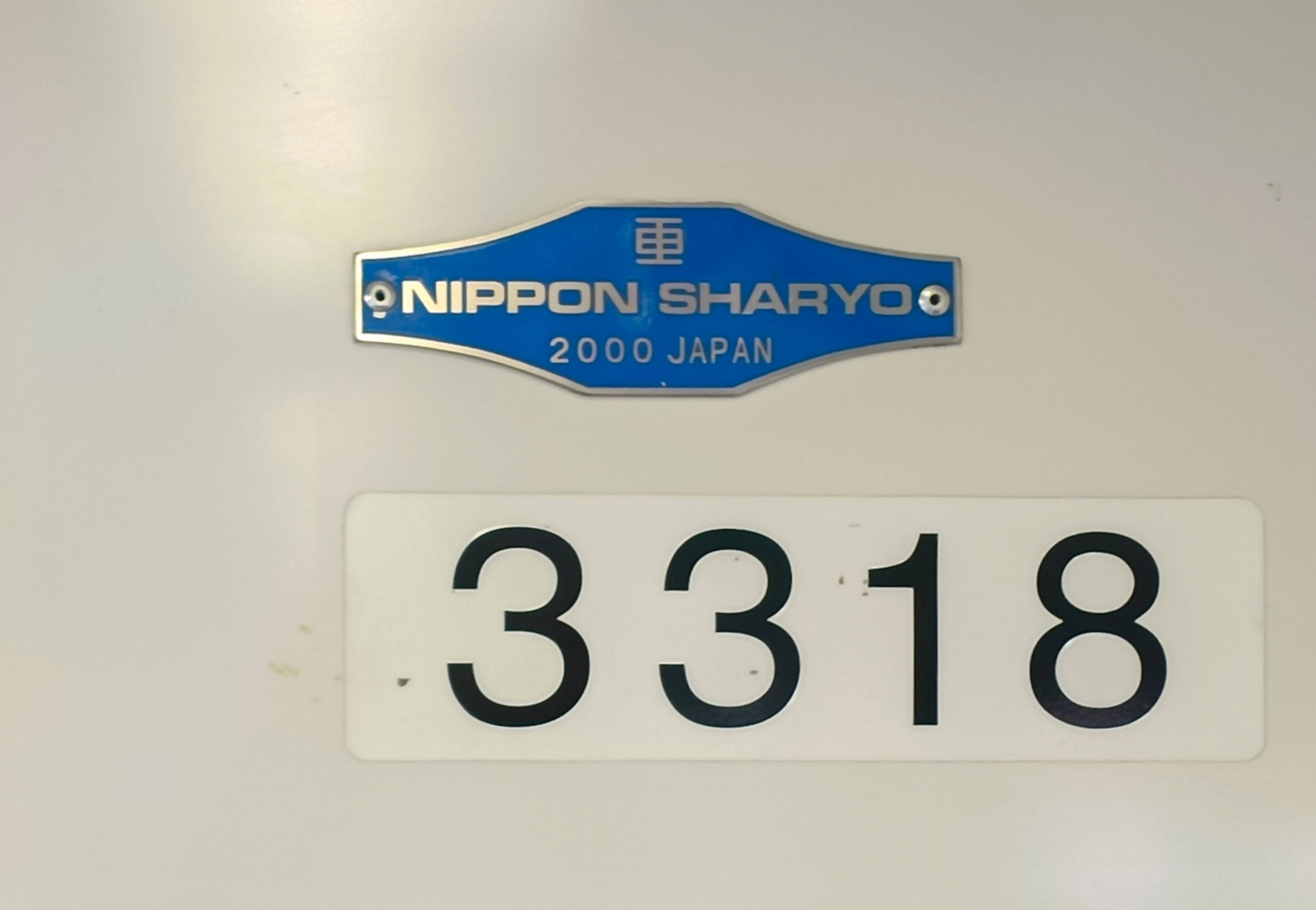
一列由日本車輛製造生產的列車上的生產商銘牌

## 設備

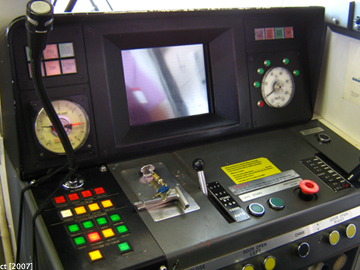
C751B型列車亦為新加坡首款裝設列車資訊管理系統（TIMS）的電聯車，有關系統亦有應用於日本列車上

### 主推進控制器／發動機
C751B是繼山陽電氣鐵道5030系電車後，第二款包含由富士電機完全生產的電力系統之通勤型電力動車組（EMU）。推進器由帶有兩級IGBT半導體控制器的VVVF變頻器控制，功率為415千伏安。每個變頻器單元控制一個轉向架（1C2M）上的兩個馬達，而每一個動力車廂內均設有兩個這樣的單元。馬達採用三相交流感應式設計，型號為MLR109，最大輸出功率為140千瓦。

### 轉向架
C751B採用單連杆軸箱式無柱空氣彈簧轉向架。拖卡和動力車卡轉向架基本上沒有任何技術區別，唯後者裝有額外的電力組件。

### 輔助系統
C751B打破傳統，於列車全數六個車廂的電力系統中均採用輔助變頻器（auxiliary inverters）。在此之前，輔助變頻器只安裝於動力車卡上。VVVF變頻器由IGBT半導體控制器所控制，功率為80千伏安。變頻器內置一個電池充電器，可提供16千瓦的輸出。

## 營運史
C751B型列車的合約旨在擴充現有車隊，以配合樟宜機場支線開通。在開通之時，該批列車是裝有行李架的。這些行李架裝設於每個車廂內，並佔用車廂末端車門附近的兩個座位。裝設行李架的原意在於為前往機場的旅客（通常攜帶大量行李者）提供一個讓他們容易放置行李的空間。該批列車可於任何時間行駛南北、東西二線。然而，在日常營運上，C751B型列車於一般情況下通常只會行駛其中一條路線。該批列車起初獲編配行駛來往文禮和樟宜機場的直通列車服務（2001年1月10日～2003年7月22日），並裝設行李架。該等行李架的使用率常常處於一個低水平，旅客寧可於站立或坐著之處拿著行李，而非將之放在行李架上，這可能是出於方便和擔心被盜的考慮。部份乘客亦批評該等行李架佔用了急需的空間，而這些空間本可以被其他經常「擠地鐵」的乘客所使用。
2002年4月13日，一列C751B型列車被發現有故障，隨後駛叵樟宜車廠進行調查。由於該批列車其時仍處於保修期內，來自生產商、負責列車和變速箱的工程人員於4月21日飛抵。他們其後發現該列車（以及另外20列列車）的變速箱內存有金屬碎片。2002年4月23日，SMRT立刻將21列C751B型列車退出載客行列，並暫停文禮－樟宜機場直通列車服務，並由丹那美拉－樟宜機場穿梭服務所取代。期間，列車班次一度臨時調整，直至其中8列列車於2002年5月6日重返載客行列為止。有關服務於2002年5月16日，隨另外7列列車重投服務而恢復。到2002年5月底，全數C751B型列車經已重投服務。
鑒於連接樟宜機場的直通列車服務由穿梭服務所取代，整批C751B型列車於2003～2008年期間被調往不同路線行走，並將車廂內的行李架拆除，改為不設座位的站立空間（empty standing area），並具有作為輪椅停放區的雙重用途。大部份列車後來調往南北線服役，直至2019年。自2019年11月2日起，隨著坎貝拉站啟用，幾近所有C751B型列車調往東西線繼續服役，皆因車內既有之STARiS顯示屏未有更新，以至未能於其STARIS路線圖中包含坎貝拉站；但只有一或兩列列車甚少於南北線上行走。

### 退役
由於該批列車無法進行翻新，陸路交通管理局於2020年9月28日宣佈，該批列車將會由來自龐巴迪運輸（阿爾斯通）的R151號合約所取代。2021年3月14日，首列C751B型列車被運往拆解。截止2024年12月，所有C751B列車經已退役。

## 列車編組
用於營運的C751B型列車，其編組方式為DT-M1-M2-M2-M1-DT。
| C751B型列車車卡組合註解 | C751B型列車車卡組合註解 | C751B型列車車卡組合註解 | C751B型列車車卡組合註解 | C751B型列車車卡組合註解 | C751B型列車車卡組合註解 | C751B型列車車卡組合註解 |
| 車種                    | 駕駛室                  | 馬達                    | 集電靴                  | 長度                    | 長度                    | 輪椅停放區              |
| 車種                    | 駕駛室                  | 馬達                    | 集電靴                  | 毫米                    | 英制單位                | 輪椅停放區              |
| ----------------------- | ----------------------- | ----------------------- | ----------------------- | ----------------------- | ----------------------- | ----------------------- |
| DT                      | ✓                       | ✗                       | ✓                       | 23,830                  | 78英尺2.2英寸           | ✗                       |
| M1                      | ✗                       | ✓                       | ✓                       | 22,800                  | 74英尺9.6英寸           | ✗                       |
| M2                      | ✗                       | ✓                       | ✓                       | 22,800                  | 74英尺9.6英寸           | ✓                       |

列車的車廂編號為x311～x352，當中x取決於車廂類型。每個車廂均獲編配一個由鐵路營辦商SMRT地铁訂定的序列號。一列完整的六節車廂列車包括兩個相同的車卡組合，即一節駕駛室拖卡（DT）和兩節動力車廂（M1 & M2），並永久結合。
例如，345/346編組包含3345、1345、2345、2346、1346及3346號車廂。
- 千位數代表車廂編號，當中首節車廂為3、第二節為1，第三節則為2。
- 百位數必定為3，即識別編號的一部份
- 十位、個位數為列車識別編號。一列完整長度的六節編組列車有兩個不同的識別編號。例如：345/346（正常編組）或345/352（混合編組，cross coupling）。
  - 川崎重工業負責製造311/312、315/316、319/320、323/324、327/328～333/334、343/344、347/348及351/352編組。
  - 日本車輛亦共同參與製造313/314、317/318、321/322、325/326、335/336～341/342、345/346及349/350編組。

鑒於301/302編組已由一列收錢車（為一列川崎重工C151型列車）所使用，故C751B型列車的編號由311/312開始排列。

## C751B列車編組
| | 南北線及東西線的組合 (21列) |  |
| |                             |  |
| |                             |  |
| - 3311-1311-2311+2312-1312-3312 - 3313-1313-2313+2314-1314-3314 - 3315-1315-2315+2316-1316-3316 - 3317-1317-2317+2318-1318-3318 - 3319-1319-2319+2320-1320-3320 - 3321-1321-2321+2322-1322-3322 - 3323-1323-2323+2324-1324-3324 - 3325-1325-2325+2326-1326-3326 - 3327-1327-2327+2328-1328-3328 - 3329-1329-2329+2330-1330-3330 - 3331-1331-2331+2332-1332-3332 - 3333-1333-2333+2334-1334-3334 - 3335-1335-2335+2336-1336-3336 - 3337-1337-2337+2338-1338-3338 - 3339-1339-2339+2340-1340-3340 - 3341-1341-2341+2342-1342-3342 - 3343-1343-2343+2344-1344-3344 - 3345-1345-2345+2346-1346-3346 - 3347-1347-2347+2348-1348-3348 - 3349-1349-2349+2350-1350-3350 - 3351-1351-2351+2352-1352-3352 其餘為C151、C651、C151A、C151B及C151C列車，配屬編組不詳 備註 - 加上刪除線車卡編號代表已退役列車。 - 紅色車卡編號代表川崎重工業生產的列車。 - 綠色車卡編號代表日本車輛製造生產的列車。 |                             |  |

## 外部連結
- C751B型列車的生產商資訊（川崎重工業）
- C751B型列車的生產商資訊（日本車輛）